# Beato fra le donne
Beato fra le donne (L'Homme orchestre) è un film del 1970 diretto da Serge Korber.
Le riprese del film, con protagonista Louis de Funès, sono state girate a Nizza e a Roma.

## Trama
Il signor Evan Evans dirige un corpo di ballo come se fosse una religione. Le ballerine, allenate con mano di ferro, devono dedicarsi anima e corpo alla danza contemporanea: aumento di peso e vita privata non sono ammessi.
Una delle ballerine vuole sposarsi e decide di lasciare, perché il suo nuovo stato civile è incompatibile con le regole dettate da Evans. Nella ricerca di una sostituta, la situazione si complica in maniera farsesca e divertente.

## Accoglienza

### Incassi
Il film ha staccato 2.410.000 biglietti in Francia, classificandosi al 15º posto nel 1970. Secondo il regista Serge Korber, nell'URSS la pellicola avrebbe venduto 33 milioni di biglietti e superato i 2 milioni di spettatori in Germania. Buoni gli incassi anche in Italia.

### Critica
La trama è ritenuta esile, ma de Funès, trasformato per l'occasione in una specie di burattino collerico, è perfetto nel ruolo e si integra stupendamente con il caleidoscopio di immagini e suoni creati dal regista Korber. La musica di François de Roubaix esalta le capacità comiche dell'attore e "sottolinea i suoi movimenti e convulsioni facciali, riuscendo a far capire fino in fondo quanta importanza rivesta la musica nei film di de Funès."
Oltre alla preziosa "spalla" Préboist e all'italiano Franco Fabrizi, de Funès ritrova Noëlle Adam, attrice e ballerina molto dotata e già sua partner in Omicidio a pagamento e ne La legge del più furbo. "Una prova tangibile delle enormi potenzialità recitative e soprattutto mimiche del comico è rappresentata dalla scena in cui, con il solo ausilio di smorfie e versi, racconta la favola del Lupo e l'agnello di Fedro."